# A Benefit for Victims of Violent Crime
Albums de Anti-Flag
For Blood and Empire
(2006) The Bright Lights of America
(2008)
A Benefit for Victims of Violent Crime est un EP du groupe de punk rock Anti-Flag sorti le 2 octobre 2007. Les bénéfices sont reversés au Centre Des Victimes de Crimes Violents. Il contient cinq titres studio d'Anti-Flag et 5 titres live enregistrés à Pittsburgh en avril 2007. La famille du bassiste Chris "#2" Barker a subi la perte d'un membre de leur famille quand sa sœur et son petit ami furent assassinés, laissant seuls un fils et une fille. 
La réaction du groupe face à cette tragédie fut de rassembler de l'argent avec cet EP dans l'espoir d'aider ceux qui ont vécu la même situation. Anti-Flag a décidé de sortir cet EP spécial pour aider les gens qui se trouvent dans des situations similaires.

## Liste des pistes
| A Benefit for Victims of Violent Crime | A Benefit for Victims of Violent Crime        | A Benefit for Victims of Violent Crime | A Benefit for Victims of Violent Crime | A Benefit for Victims of Violent Crime | A Benefit for Victims of Violent Crime | A Benefit for Victims of Violent Crime | A Benefit for Victims of Violent Crime | A Benefit for Victims of Violent Crime | A Benefit for Victims of Violent Crime |
| No                                     | Titre                                         | Durée                                  |                                        |                                        |                                        |                                        |                                        |                                        |                                        |
| -------------------------------------- | --------------------------------------------- | -------------------------------------- | -------------------------------------- | -------------------------------------- | -------------------------------------- | -------------------------------------- | -------------------------------------- | -------------------------------------- | -------------------------------------- |
| 1.                                     | No Paradise                                   | 3:13                                   |                                        |                                        |                                        |                                        |                                        |                                        |                                        |
| 2.                                     | Oh, Katrina (Interlude)                       | 0:22                                   |                                        |                                        |                                        |                                        |                                        |                                        |                                        |
| 3.                                     | No Future                                     | 2:35                                   |                                        |                                        |                                        |                                        |                                        |                                        |                                        |
| 4.                                     | Anthem For The New Millennium Generation      | 3:05                                   |                                        |                                        |                                        |                                        |                                        |                                        |                                        |
| 5.                                     | Corporate Rock Still Sucks                    | 1:51                                   |                                        |                                        |                                        |                                        |                                        |                                        |                                        |
| 6.                                     | John Ashcroft Was A Nazi (Interlude)          | 0:09                                   |                                        |                                        |                                        |                                        |                                        |                                        |                                        |
| 7.                                     | Marc Defiant                                  | 1:10                                   |                                        |                                        |                                        |                                        |                                        |                                        |                                        |
| 8.                                     | No Borders No Nations (Live)                  | 3:00                                   |                                        |                                        |                                        |                                        |                                        |                                        |                                        |
| 9.                                     | 1 Trillion Dollar$ (Live)                     | 2:49                                   |                                        |                                        |                                        |                                        |                                        |                                        |                                        |
| 10.                                    | Turncoat (Live)                               | 2:20                                   |                                        |                                        |                                        |                                        |                                        |                                        |                                        |
| 11.                                    | The Project For A New American Century (Live) | 3:38                                   |                                        |                                        |                                        |                                        |                                        |                                        |                                        |
| 12.                                    | 911 For Peace (Live)                          | 3:27                                   |                                        |                                        |                                        |                                        |                                        |                                        |                                        |
| 26:09                                  |                                               |                                        |                                        |                                        |                                        |                                        |                                        |                                        |                                        |

## Membres
- Justin Sane - Guitare, chant
- Chris Head - Guitare, chant
- Chris "#2" Barker - Guitare basse, chant
- Pat Thetic - Batterie